# Sellaronda

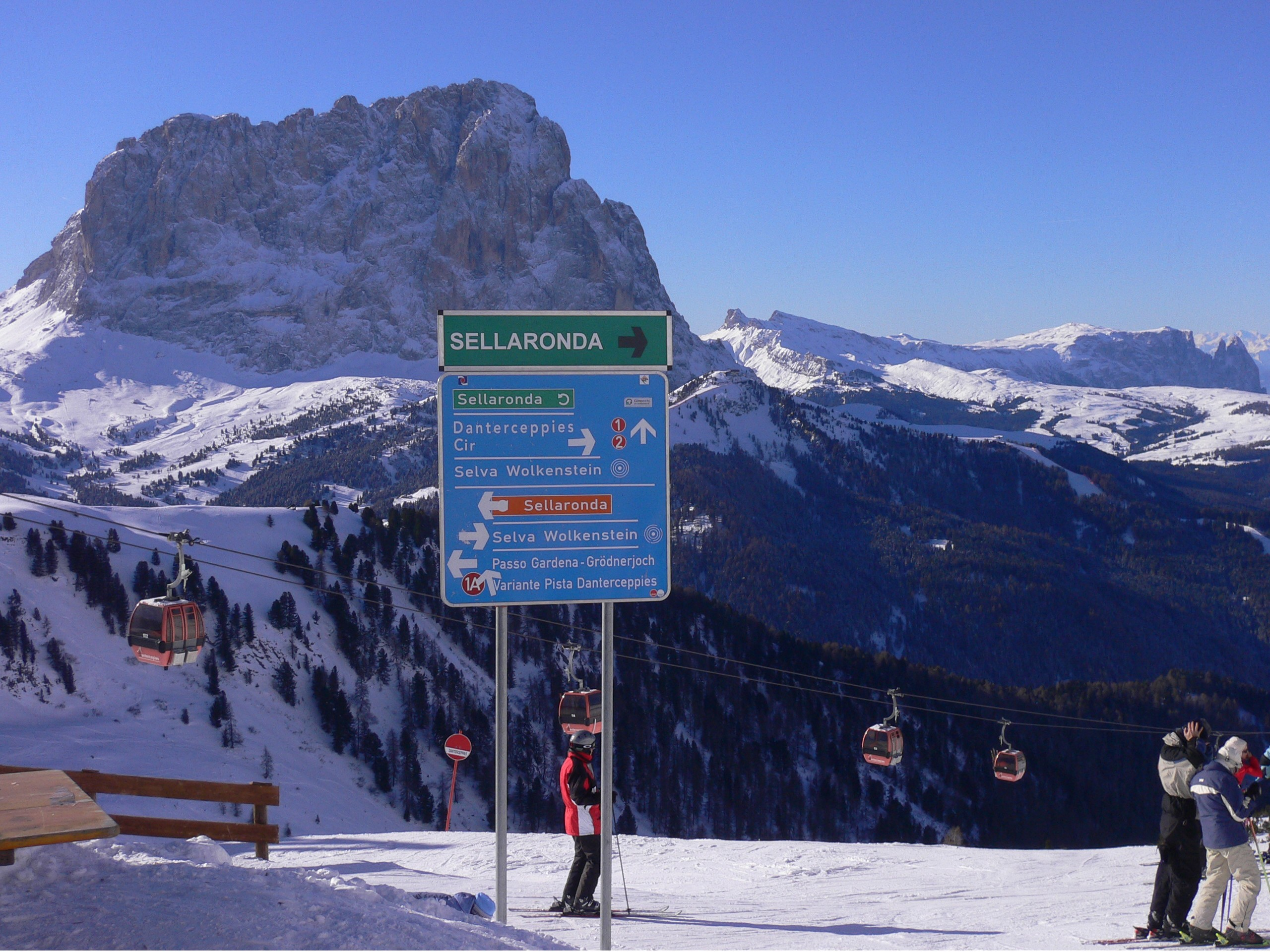
Un panneau au col Gardena indiquant les différents itinéraires de la Sellaronda. Au fond le Sassolungo.

La Sellaronda est le nom donné à l'itinéraire touristique autour du groupe du Sella, dans les Dolomites, situé entre le val di Fassa, le val di Livinallongo, le val Badia et le val Gardena. Praticable par les cyclistes, randonneurs et skieurs de randonnée, l'itinéraire se parcourt également en ski alpin grâce aux remontées mécaniques. 

## Description
La Sellaronda est également connue sous le nom de Tour des 4 cols, car l'itinéraire passe par quatre cols alpins reliant autant de vallées des Dolomites : 
- col Sella (2 213 m) relie le val di Fassa au val Gardena ;
- col Pordoi (2 239 m) relie le val di Fassa au val di Livinallongo ;
- col de Campolongo (1 875 m) relie le val di Livinallongo del Col di Lana au val Badia ;
- col Gardena (2 121 m) relie le val Badia au val Gardena.

L'itinéraire se situe dans trois provinces et deux régions : la province autonome de Trente et la province autonome de Bolzano dans le Trentin-Haut-Adige et la province de Belluno en Vénétie. 

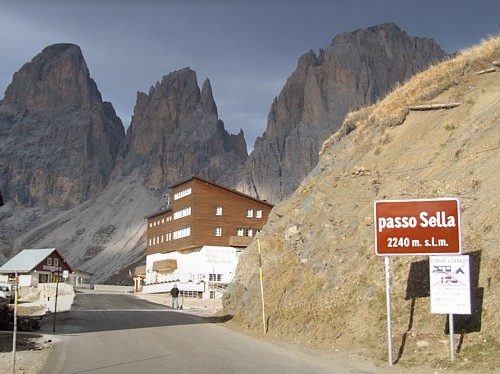
Le col Sella.
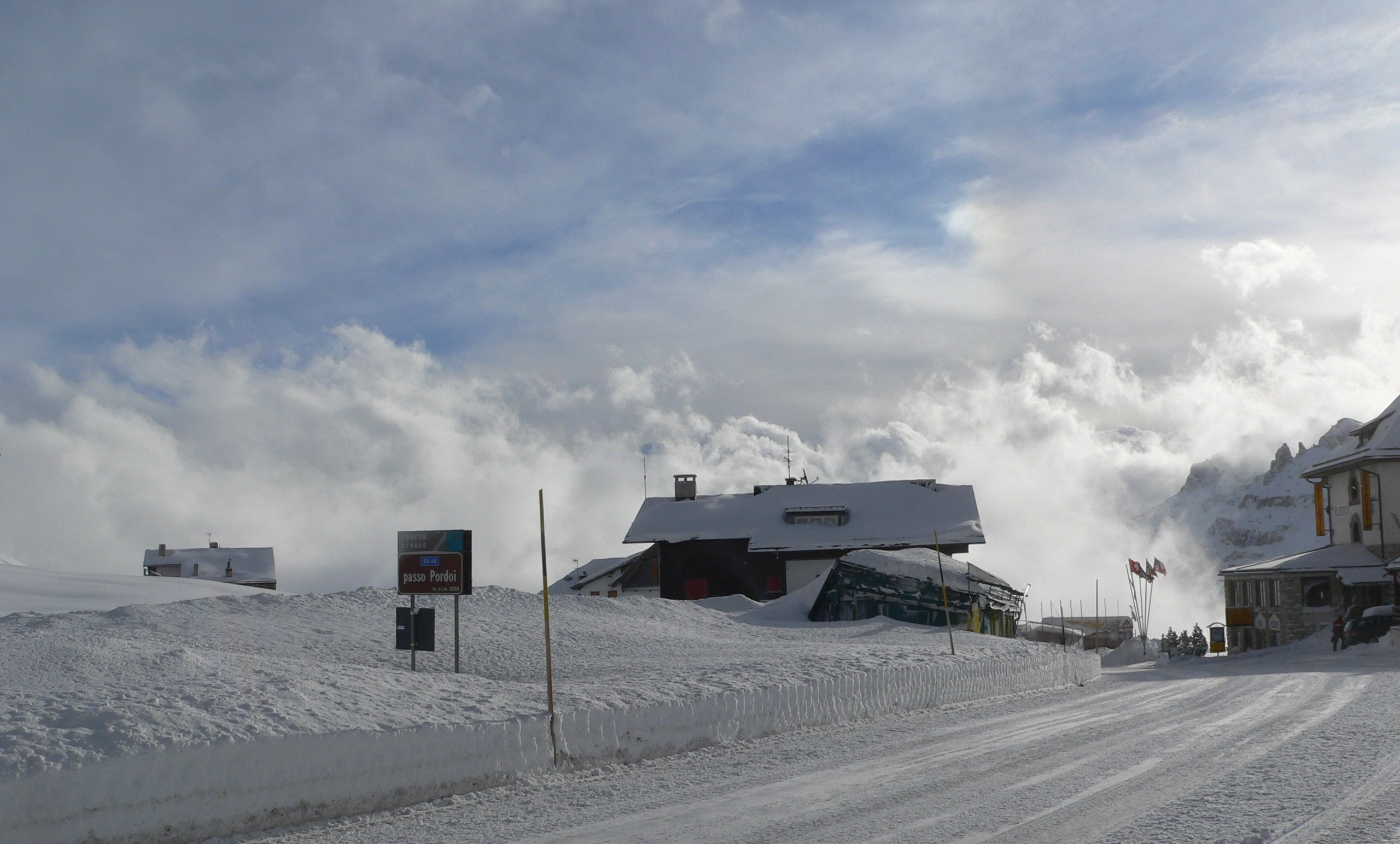
Le col Pordoi en hiver.
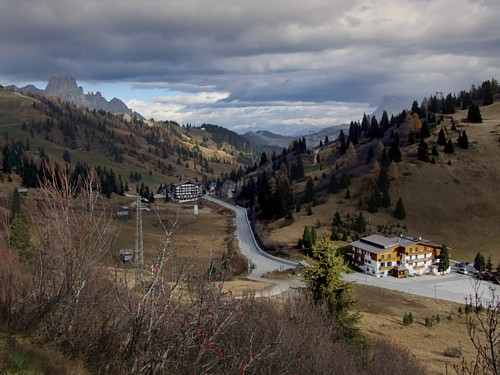
Le col de Campolongo.
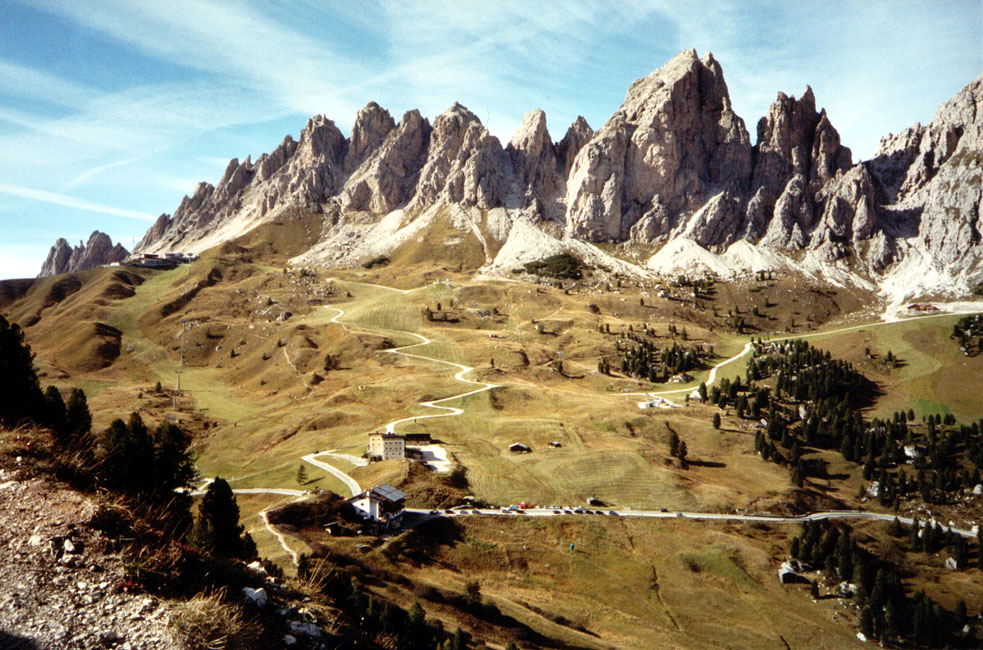
Le col Gardena.

## En hiver
Le tour de la Sellaronda pendant la période hivernale peut être entièrement effectué en ski alpin, grâce à des remontées mécaniques, des équipements et des pistes de descente. L'itinéraire peut se faire dans les deux sens. 
Le circuit peut être entrepris à partir de n'importe quel endroit du groupe du Sella qui lui est connecté : Selva di Val Gardena, Corvara, Arabba et Canazei, mais aussi à partir d'autres stations de ski qui leur sont liées, telles que Campitello di Fassa, Pozza di Fassa, Santa Cristina Valgardena, Ortisei, Malga Ciapela, San Cassiano et La Villa dans l'un des domaines skiables les plus grands du monde : le Dolomiti Superski. 
La Sellaronda implique une journée entière de ski et comprend également des pistes plutôt techniques ; à proximité du parcours se trouvent également la piste Saslong à Santa Cristina Valgardena et la piste Gran Risa à La Villa (Alta Badia), qui accueillent chaque année des courses de descente, slalom géant et parallèle, donc valables pour la Coupe du monde de ski alpin. 
La longueur du parcours total, entre remontées mécaniques et pistes, est d'environ 40 km. La durée totale des ascensions est d'environ 2 heures, auxquelles il faut ajouter les éventuels temps d'attente aux remontées mécaniques. Les descentes peuvent être parcourues en environ une heure et demie, selon les compétences et les conditions du skieur ainsi que les conditions météorologiques. La durée et la longueur du parcours sont relativement identiques selon le sens du parcours. 
Le circuit est balisé avec la couleur orange dans le sens des aiguilles, tandis que dans le sens inverse, les balises sont vertes. 

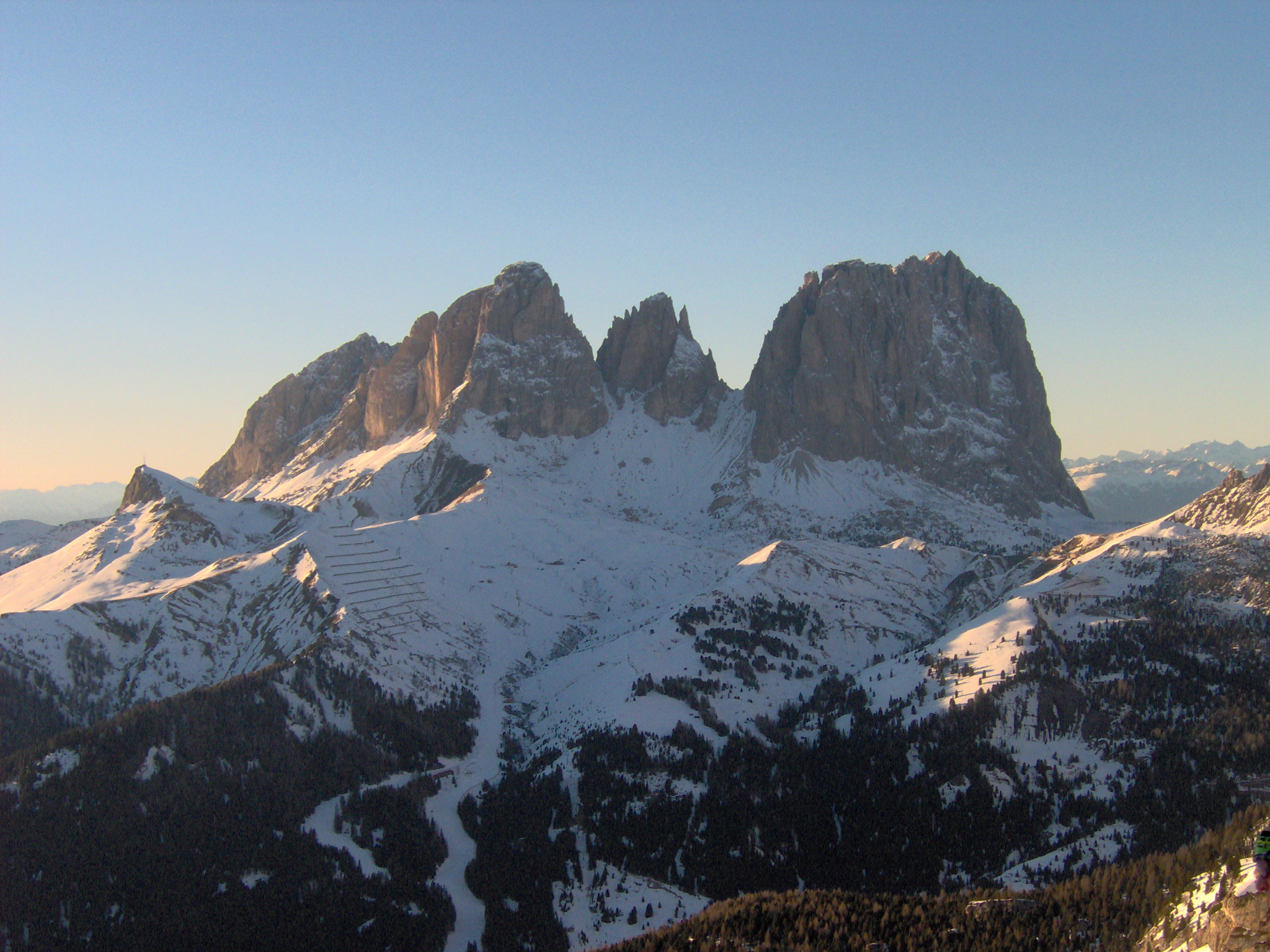
Vu du col Pordoi de la piste de ski Tre-Tre qui descend du col Rodella.
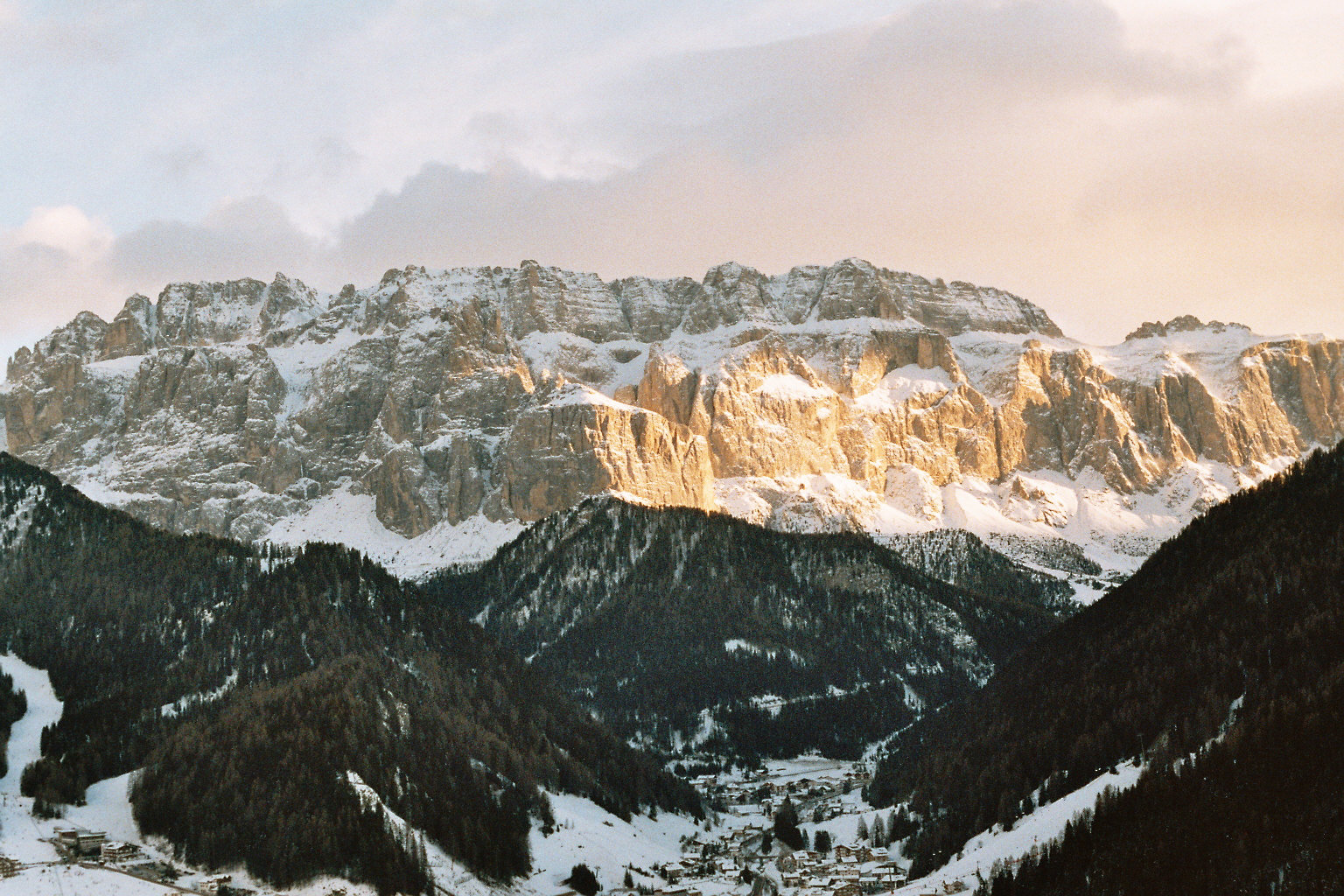
Le massif du Sella vu de val Gardena, autour duquel serpente la Sellaronda.

### Sellaronda orange (sens horaire)
À partir de Selva di Val Gardena (1 563 m), il faut prendre le télésiègeCostabella, puis après une courte descente, le téléphérique Dantercepies I + II qui mène au col Gardena (2 137 m) et de là, il faut descendre à Colfosco (1 645 m).
Le téléphérique Borest permet d'atteindre Corvara in Badia (1 568 m). Après avoir emprunté le téléphérique Boè, l'itinéraire continue ensuite au col de Campolongo (1 875 m) à partir duquel, avec le télésiège Campolongo, on atteint le Bec de Roces (2 160 m), où la piste menant au télésiège Arabba Fly traverse la ville d'Arabba (1 602 m). 
De là, il y a trois options : le téléphérique Porta Vescovo, le téléphérique DMC Forcella Europa ou le téléphérique Portados et le télésiège Carpazza. Dans tous les cas, la station supérieure est ausommet de Porta Vescovo (2 478 m), d'où les pistes Salere et Alpenrose descendent jusqu'au pont de Vauz (1 851 m). Un autre téléphérique, Fodom mène au col Pordoi (2 239 m). De là, une piste descend à 2 090 m, et il faut remonter avec le télésiège Lezuo jusqu'au Sass Becè (2 395 m), au-dessus de Canazei (1 460 m).
De là, une longue descente mène à Pian Frataces, puis le téléphérique Pradel - Rodella et le dernier télésiège Ciavazes - Grohman permettent d'atteindre le col Sella (2 244 m). De là, une longue descente vers Selva di Val Gardena ferme ainsi le tour circulaire.

### Sellaronda verte (sens antihoraire)
Au départ de Ciampinoi, il faut emprunter le téléphérique de Selva di Val Gardena puis descendre à la gare de départ du téléphérique Piz Seteur. Ici, il est possible de prendre le télésiège Città dei Sassi (4 places) ou biren le Gran Paradiso (8 places), après quoi se trouve la zone suggestive de Città dei Sassi. Le télésiège Sasso Levante monte ensuite au col Sella (2 213 m) puis une piste descend dans la vallée de Salei juste au-dessus de Canazei (1 460 m). 
Après être passé sous la route nationale 48 des Dolomites, le téléphérique Pian Frataces-Gherdecia.mène au Belvédère et un télésiège 6 places au Sass Becè au-dessus du col Pordoi (2 239 m). De là, il faut descendre au télésiège Alpenrose, monter jusqu'à Porta Vesco puis descendre à Arabba (1 602 m). 
Après avoir traversé la commune sur le télésiège Arabba Fly, le télésiège 4 places Mont Burz monte au sommet éponyme puis une courte descente mène jusqu'au départ du télésiège Le Pale - Bec de Roces (2 160 m). De là, une piste descend vers le col de Campolongo (1 875 m) et  le télésiège Costoratta rejoint la piste Boè qui mène à Corvara in Badia (1 568 m). 
Après le téléphérique Borest pour rejoindre Colfosco, le télésiège Sodlisia, le téléphérique Plans-Frara et le télésiège Val Setus, l'itinéraire passe au col Gardena (2 121 m), puis le télésiège Cir permet d'atteindre le sommet des Dantercepies, d'où la Sellaronda descend à Selva di Val Gardena (1 563 m). 

## En été

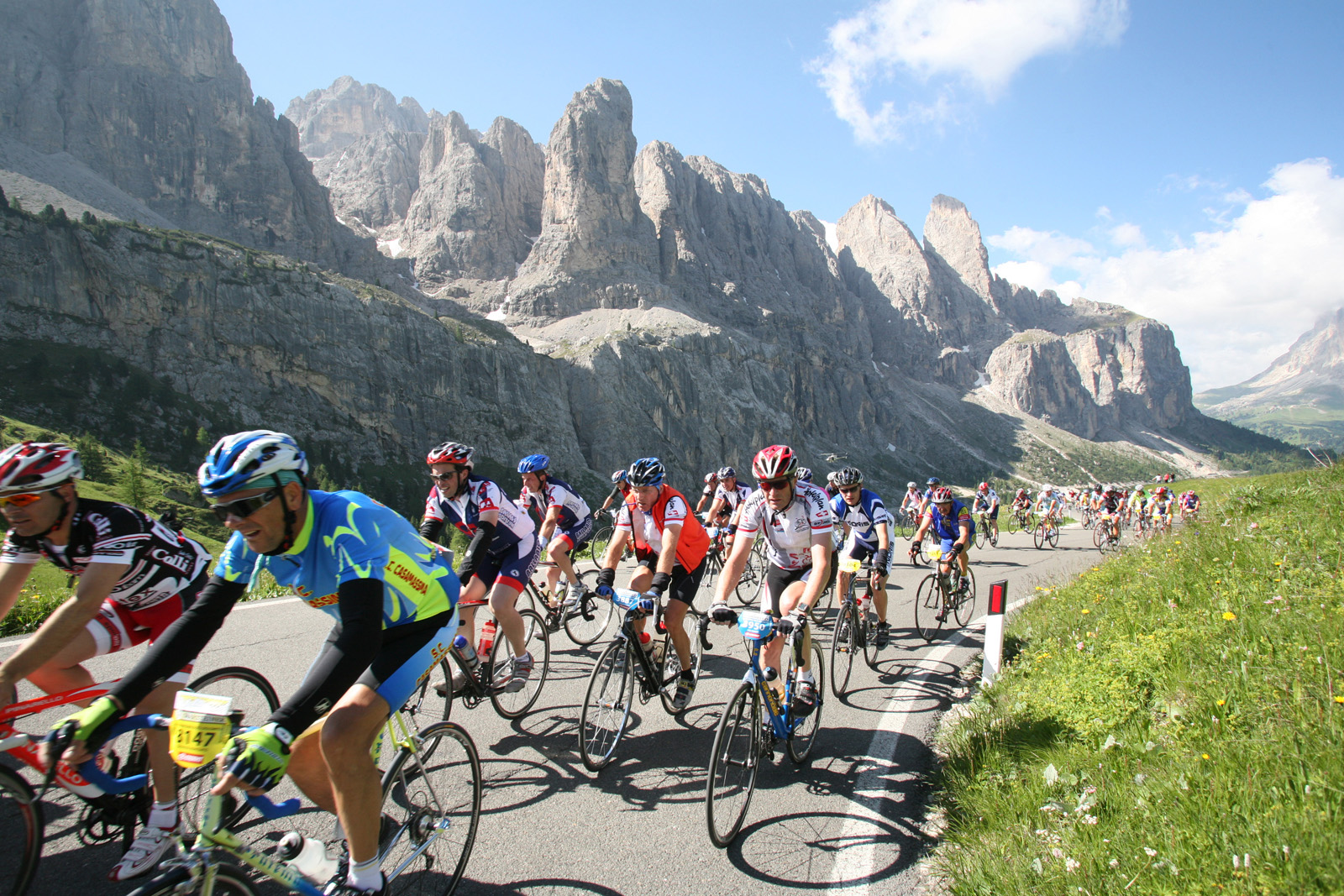
Le Marathon des Dolomites.

La Sellaronda peut également être parcourue en été, dans le sens horaire et antihoraire. C'est un parcours d'environ 5-8 heures assez exigent qui nécessite encore un peu de préparation. Comme en hiver, il peut être parcouru à l'aide des remontées mécaniques et éventuellement des bus. 

### Cyclisme
Le parcours routier des quatre cols qui le composent fait environ 55 km et est particulièrement populaire auprès des cyclistes ; ces ascensions ont été couvertes à plusieurs reprises par le Giro d'Italia ayant marqué l'histoire. 
À partir de la Sellaronda, se développe la course cycliste du Marathon des Dolomites, qui a lieu chaque année le premier dimanche de juillet. Depuis 2006, il y a également un événement amateur non compétitif appelé Sella Ronda Bike Day qui prévoit la fermeture des quatre cols à la circulation automobile, les réservant ainsi aux amateurs de vélo pour une journée. Cet événement précède le Südtirol Sellaronda Hero qui attire chaque année plus de 4 000 participants, ce qui en fait une course de renommée internationale. 